# Okręg wyborczy Northumberland
Okręg wyborczy Northumberland powstał w 1290 r. i wysyłał do angielskiej, a następnie brytyjskiej, Izby Gmin dwóch deputowanych. Okręg obejmował hrabstwo Northumberland. Został zlikwidowany w 1832 r.

## Deputowani do brytyjskiej Izby Gmin z okręgu Northumberland

### Deputowani w latach 1290–1660
- 1555–1559: Thomas Wharton
- 1584–1587: Edward Talbot
- 1597–1601: Robert Carey
- 1604–1611: Ralph Grey
- 1604–1611: Henry Widdrington
- 1621–1622: William Grey
- 1621–1622: Henry Widdrington
- 1624–1629: John Fenwick
- 1640: John Fenwick
- 1640–1642: William Widdrington
- 1640–1642: Henry Percy
- 1642–1648: John Fenwick
- 1645–1648: William Fenwick
- 1654–1659: William Fenwick
- 1654–1659: Robert Fenwick
- 1654–1656: Henry Ogle
- 1656–1659: Thomas Widdrington
- 1659: Ralph Delaval

### Deputowani w latach 1660–1832
- 1660–1677: William Fenwick
- 1660–1661: Ralph Delaval
- 1661–1677: Henry Cavendih, wicehrabia Mansfield
- 1677–1689: John Fenwick
- 1677–1685: Ralph Delaval
- 1685–1689: William Ogle
- 1689–1701: William Forster
- 1689–1698: Philip Bickerstaffe
- 1698–1701: Edward Blackett
- 1701–1701: Ferdinando Forster
- 1701–1701: William Howard
- 1701–1705: Francis Blake
- 1701–1702: William Loraine
- 1702–1705: Bertram Stote
- 1705–1708: Thomas Forster of Adderstone
- 1705–1708: John Delaval
- 1708–1716: Thomas Forster, torysi
- 1708–1723: Algernon Seymour, hrabia Hertford
- 1716–1722: Francis Blake Delaval
- 1722–1757: William Middleton
- 1723–1724: William Wrightson
- 1724–1741: Ralph Jenison
- 1741–1748: John Fenwick
- 1748–1749: Charles Bennet, lord Ossulston
- 1749–1754: Lancelot Allgood
- 1754–1768: Henry Grey
- 1757–1774: George Shafto Delaval
- 1768–1774: Edward Blackett
- 1774–1786: lord Algernon Percy
- 1774–1795: William Middleton
- 1786–1807: Charles Grey, wicehrabia Howick, wigowie
- 1795–1818: Thomas Richard Beaumont
- 1807–1812: Hugh Percy, hrabia Percy
- 1812–1820: Charles Monck
- 1818–1826: Thomas Wentworth Beaumont, wigowie
- 1820–1826: Charles John Brandling
- 1826–1831: Matthew Bell, torysi
- 1826–1830: Henry Liddell, torysi
- 1830–1832: Thomas Wentworth Beaumont, wigowie
- 1831–1832: Henry Grey, wicehrabia Grey, wigowie